# Toni Branca
Antonio Branca (Sião, Suíça, 15 de setembro de 1916 – Sierre, Suíça, 10 de maio de 1985) foi um automobilista suíço.
Branca participou de 3 Grandes Prêmios de Fórmula 1, tendo como melhor resultado um décimo lugar na Bélgica em 1950.